# Reubicación del Alto Ártico
La reubicación del Alto Ártico (en francés: La délocalisation du Haut-Arctique, silabario inuktitut: ᖁᑦᑎᒃᑐᒥᐅᓅᑕ ᓅᑕᐅᓂᖏᑦ en inuktitut: Quttiktumut nuutauningit) tuvo lugar durante la Guerra Fría en los años 50, cuando el gobierno de Canadá trasladó a 87 inuits al Alto Ártico.
La reubicación ha sido una fuente de controversia: por un lado, se describe como un gesto humanitario para salvar la vida de los amerindios de Canadá hambrientos y permitirles continuar un estilo de vida de subsistencia; y, por otro lado, se dice que es una migración forzada instigada por el gobierno federal para afirmar su soberanía en el extremo norte mediante el uso de «astas de bandera humanas», a la luz de la Guerra Fría y las reclamaciones territoriales en disputa sobre el Archipiélago Ártico Canadiense. Ambas partes reconocen que los inuit reubicados no recibieron el apoyo suficiente para evitar privaciones extremas durante sus primeros años después de la mudanza. La historia fue el tema de un libro llamado The Long Exile, publicado por Melanie McGrath en 2006.

## Historia

Reubicación del pueblo inukjuak a Resolute (flecha izquierda) y Grise Fiord (flecha derecha)

En agosto de 1953, siete u ocho familias inukjuak, en el norte de Quebec (entonces conocido como Port Harrison) fueron desplazadas a Grise Fiord, en el extremo sur de la isla Ellesmere, y a Resolute, en la isla Cornwallis. El grupo incluía a la familia de la escritora Markoosie Patsauq. A las familias, que habían estado recibiendo pagos de asistencia social, se les prometió mejores oportunidades de vida y caza en nuevas comunidades en el Alto Ártico.  A ellos se unieron tres familias reclutadas de la comunidad más septentrional de Pond Inlet (en los entonces Territorios del Noroeste, ahora parte de Nunavut) cuyo propósito era enseñar a los inuit inukjuak habilidades para sobrevivir en el Alto Ártico.  Los métodos de reclutamiento y los motivos de las reubicaciones han sido discutidos. El gobierno declaró que las familias voluntariamente acordaron participar en un programa para reducir las áreas de sobrepoblación percibida y la caza deficiente en el norte de Quebec, para reducir su dependencia del bienestar y para reanudar un estilo de vida de subsistencia. En contraste, los inuit informaron que las reubicaciones fueron forzadas y motivadas por el deseo de reforzar la soberanía canadiense en el Archipiélago Ártico mediante la creación de asentamientos en el área. Los inuit fueron tomados en la nave de patrulla del Ártico Oriental CGS C.D. Howe a áreas en las islas Cornwallis y Ellesmere (Resolute y Grise Fiord), ambas grandes islas estériles en el hostil norte polar. Una vez en el barco, las familias supieron que no vivirían juntas, sino que las dejarían en tres lugares separados.
En Relocation to the High Arctic («Reubicación al Alto Ártico»), Alan R. Marcus propone que la reubicación de los inuit no solo sirvió como un experimento, sino como una respuesta a la cuestión esquimal.  El gobierno federal hizo hincapié en que el problema esquimal estaba relacionado con la renuencia de los inuit a renunciar a sus formas nómadas en áreas que supuestamente estaban superpobladas y llegaron a proporcionar informes detallados de las temporadas de caza pobres y el hambre en el área de los inukjuak como resultado directo de superpoblación. Sin embargo, el gobierno federal sabía que el área en cuestión estaba en medio de una temporada baja de trampas debido al final de un ciclo del zorro de cuatro años.

## Comunidades nuevas

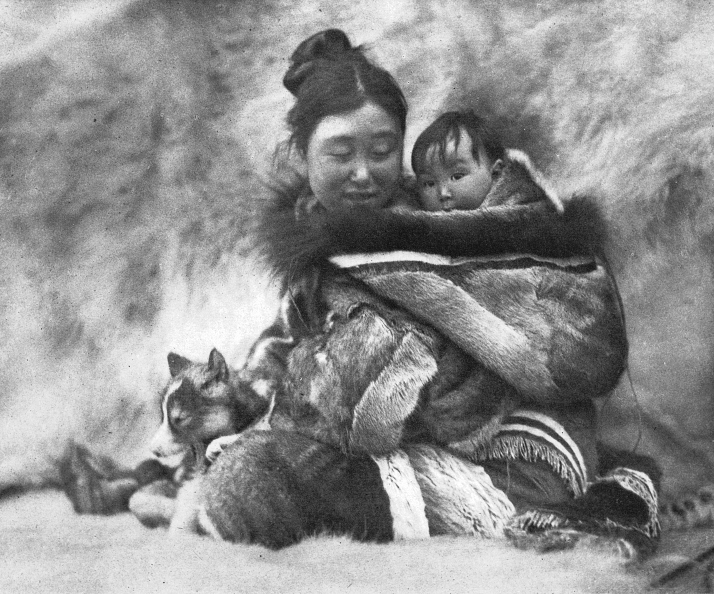
La esposa y el hijo de Nanook, Cape Dufferin, QC, 1920–21, Robert J. Flaherty, tinta sobre papel

Las familias se quedaron sin suficientes suministros de alimentos y pieles de caribú y otros materiales para fabricar ropa y carpas apropiadas. Como se habían trasladado unos 2.000 km (1.200 millas) a un ecosistema muy diferente, no estaban familiarizados con la vida silvestre y tuvieron que adaptarse a meses de oscuridad de 24 horas durante el invierno y a la luz solar de 24 horas durante el verano, algo que no ocurre en el norte de Quebec. Se les dijo que volverían a casa después de dos años si lo deseaban, pero el gobierno no cumplió estas promesas.
Los reubicados incluyeron a los inuit que habían estado involucrados en la filmación de la película de Robert J. Flaherty, Nanook of the North (1922) y el hijo ilegítimo no reconocido de Flaherty, Josephie. Sin embargo, Flaherty había muerto en 1951, antes de la reubicación. En algún momento, los Inuit aprendieron las rutas locales de migración de ballenas beluga y pudieron sobrevivir en el área, cazando en un rango de 18 000 km² (6950 millas cuadradas) cada año. Los informes de la Real Policía Montada del Canadá (RCMP) de la época indicaron que las dos colonias fueron generalmente exitosas en términos de moral, vivienda y subsistencia.

## Revaluación
Durante la década de 1980, los inuit reubicados y sus descendientes iniciaron un reclamo contra el gobierno canadiense argumentando que "existe evidencia abrumadora que sugiere que la razón central, si no la única, para la reubicación de los inuit al Alto Ártico era el deseo de Canadá para afirmar su soberanía sobre las Islas del Ártico y sus alrededores ", y en 1987 buscó $ 10 millones en compensación del gobierno federal.
Después de la presión pública y de los medios, el gobierno federal creó un programa para ayudar a los inuit a regresar al sur, y en 1989, 40 inuit regresaron a sus antiguas comunidades, lo que llevó a la separación de las familias en líneas generacionales, ya que los miembros de la comunidad más jóvenes eligió permanecer en el Alto Ártico. Los que quedaron se describen como ferozmente comprometidos con su hogar.

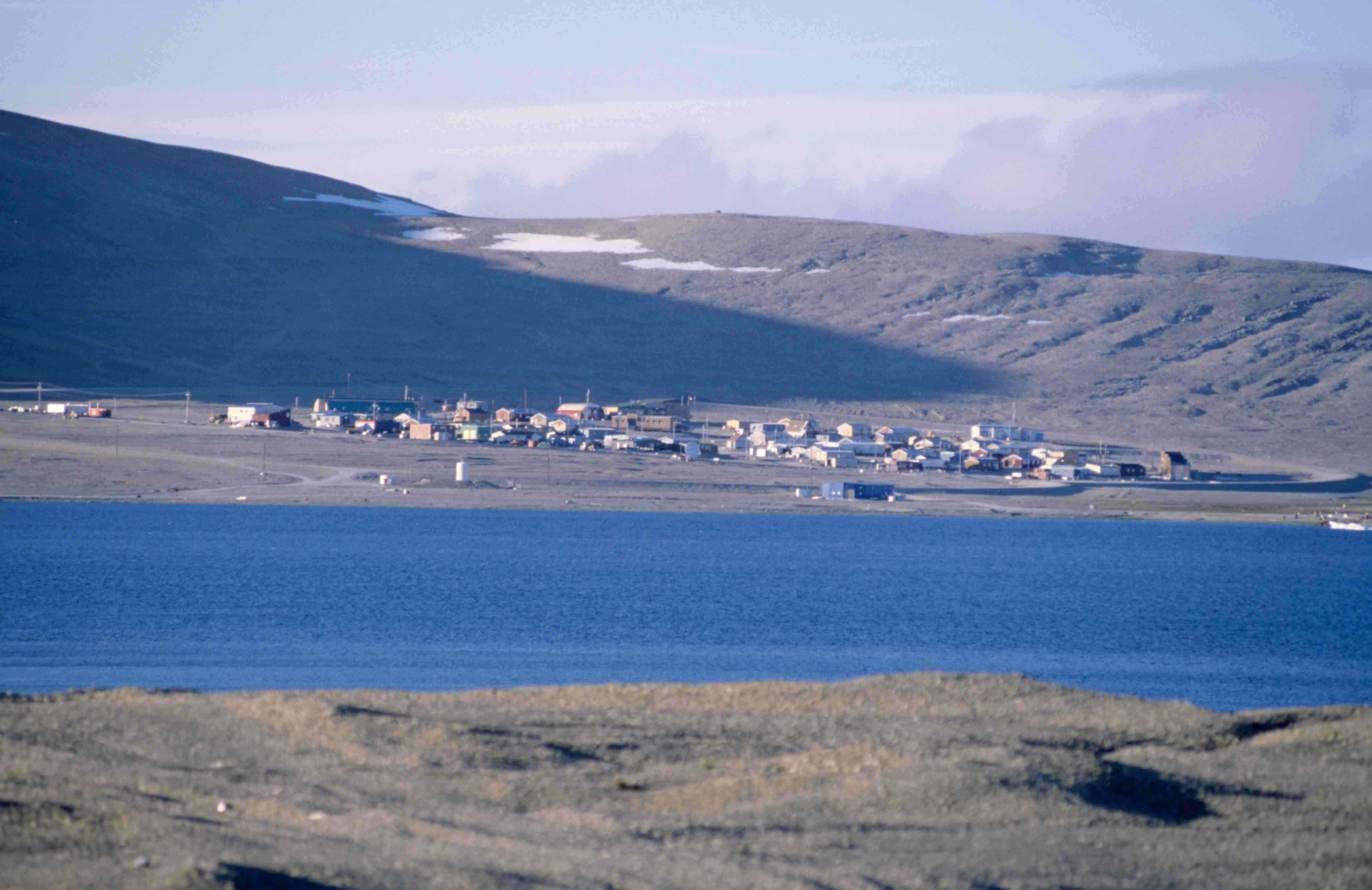
Vista sobre Resolute Bay de la moderna comunidad inuit de Resolute (1997).

En 1990, el comité permanente de asuntos aborígenes de la Cámara de los Comunes de Canadá solicitó al gobierno que se disculpara con los inuit que habían sido trasladados al alto Ártico en 1953, para compensarlos y reconocer formalmente a los residentes de Resolute y Grise Fiord. por su servicio a la soberanía de Canadá. En respuesta, el gobierno encargó el "Informe Hickling" que los absolvió de irregularidades, argumentando que los inuit se habían ofrecido para ser trasladados y que habían sido reubicados debido a las duras condiciones sociales y económicas en Inukjuak. El informe, escrito por un antiguo funcionario del gobierno, fue fuertemente criticado por académicos y medios de comunicación.
Por el contrario, un informe de la Comisión de Derechos Humanos de Canadá presentado en diciembre de 1991 argumentaba que había pruebas claras de que había preocupaciones del gobierno sobre la soberanía del Ártico en el momento de las reubicaciones, y un entendimiento de que los asentamientos contribuirían a la soberanía canadiense. El informe concluyó que el Gobierno de Canadá había roto su promesa de devolver a los reubicados a Inukjuak después de dos años si lo deseaban. Otro informe, escrito por el profesor de la Universidad de Trent, Magnus Gunther, examinó las diversas afirmaciones de académicos que disputan lo ocurrido durante las reubicaciones. Llegó a la conclusión de que el gobierno había actuado con intenciones humanitarias y, como resultado, Tom Siddon, Ministro de Asuntos Indígenas y Desarrollo del Norte, declaró que sería "inapropiado que el gobierno se disculpara" o proporcione una compensación.

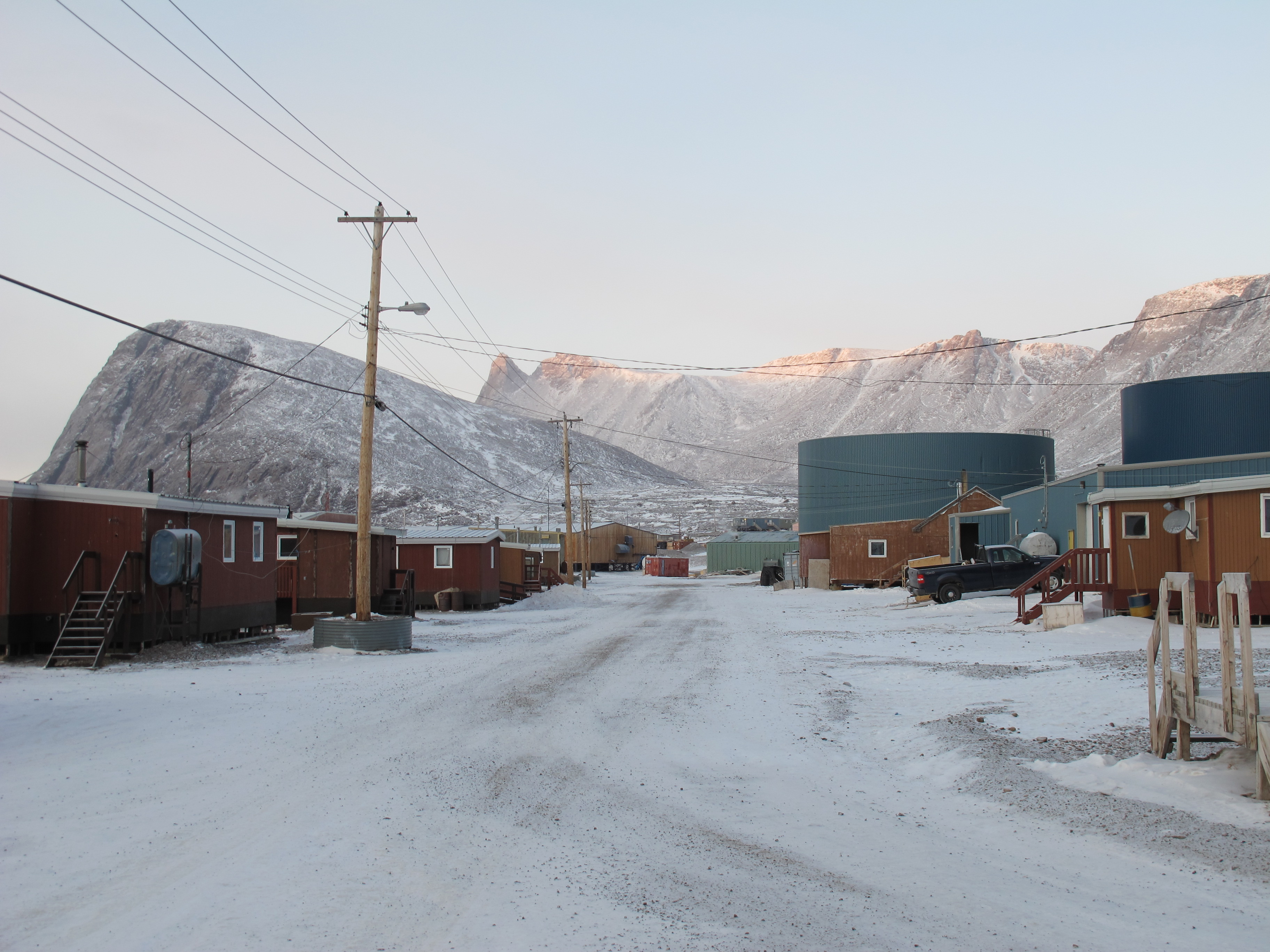
Comunidad Grise Fiord (2011).

En julio de 1994, la Comisión Real de Pueblos Aborígenes celebró audiencias para investigar el programa de reubicación. La evidencia inuit destacó abrumadoramente que habían sido reubicados por la fuerza, mientras que los funcionarios del gobierno argumentaron que se habían mudado voluntariamente. El funcionario que había estado a cargo de la reubicación intentó sugerir que los testigos habían cambiado sus historias para reclamar una indemnización, y que la mudanza había sido un éxito. La Comisión descubrió que el gobierno de Canadá había decidido "rehabilitar" a los inuit de Port Harrison, alejándolos de la dependencia y la "decadencia moral" al trasladarlos a mejores tierras con abundante caza para la caza, y que se hicieron preparativos inadecuados para ellos. La comisión recomendó una disculpa y una compensación para los sobrevivientes, así como el reconocimiento del papel que desempeñaron los reubicados en el establecimiento de una presencia canadiense en el Alto Ártico. En su informe, la comisión señaló que "por lo tanto, no hay duda de que la presencia de asentamientos inuit en el Alto Ártico, una vez establecida, contribuyó al mantenimiento de la soberanía canadiense". Simultáneamente, el informe encontró que colonizar el Alto Ártico, antes y después de la reubicación, era importante para la soberanía nacional canadiense ", [...] pero que, en el período en que se tomó la decisión, la soberanía no estaba en la mente de la decisión. fabricantes "." Por lo tanto, a los ojos del gobierno, el mantenimiento de la soberanía canadiense a través de la Reubicación del Alto Ártico fue un subproducto conveniente de lo que el informe considera preocupaciones económicas y sociales. Al final, sin embargo, el informe concluyó que "incluso si se supone que la soberanía no es un factor, esta reubicación fue una solución inapropiada para las preocupaciones económicas y sociales del gobierno. Sin embargo, la soberanía fue una consideración material y la influencia de la soberanía sobre la reubicación solo sirve para reforzar las conclusiones de la Comisión acerca de lo inapropiado de la reubicación. Sin embargo, es difícil determinar en qué medida la soberanía influyó en la reubicación." Las afirmaciones de los inuit fueron, por lo tanto, al menos parcialmente respaldadas por el informe. El gobierno federal se negó a disculparse, pero estableció un "Acuerdo de reconciliación" en marzo de 1996, creando un fondo fiduciario CAD de $ 10 millones para individuos reubicados y sus familias. El gobierno admitió que los inuit sufrieron "dificultades, sufrimiento y pérdida en los años iniciales de estas reubicaciones", pero exigió a los destinatarios que "reconozcan que entienden que al planificar la reubicación, los funcionarios del gobierno de la época estaban actuando con intenciones honorables en lo que era percibido como el mejor interés de los inuit en ese momento."

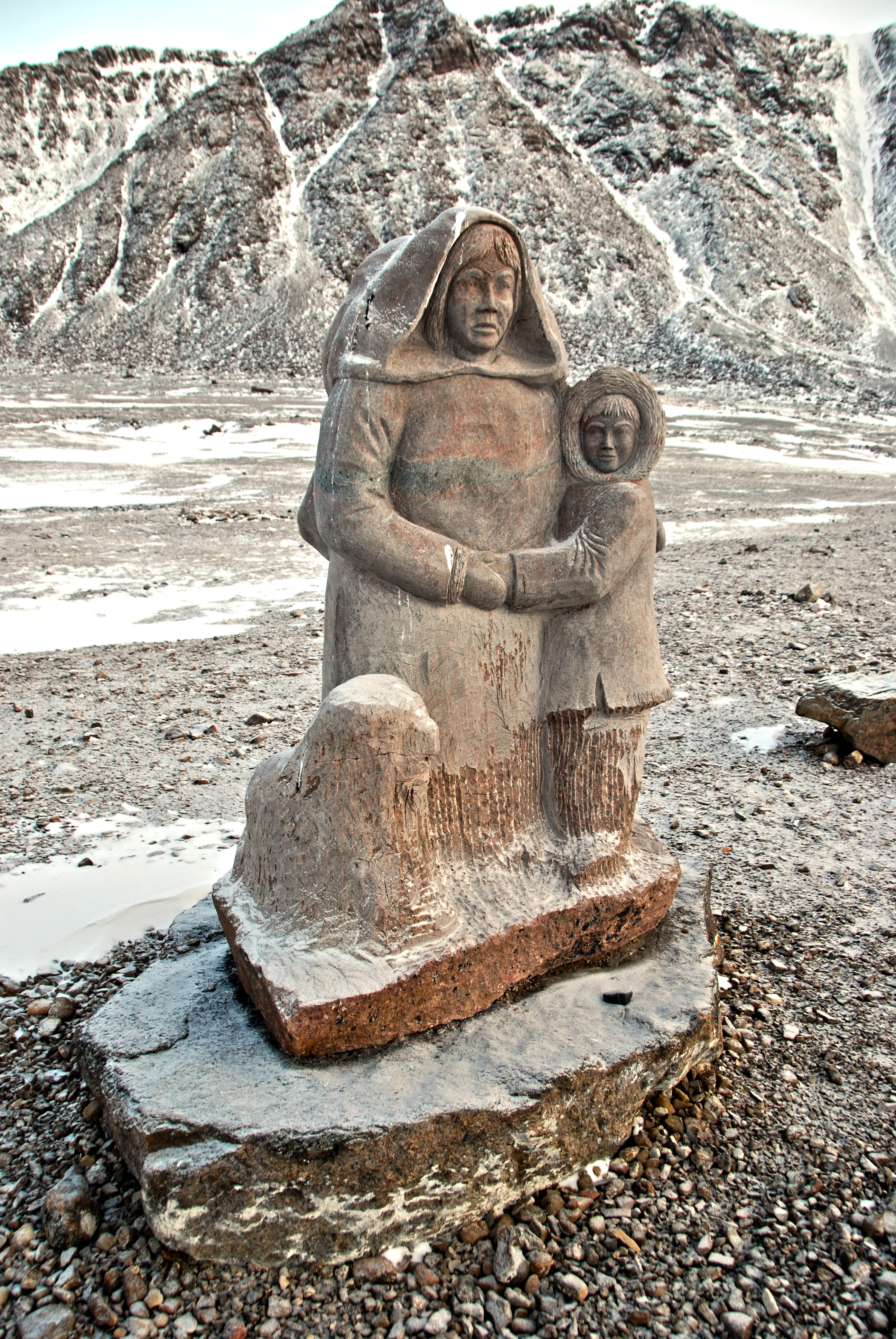
Looty Pijamini's monumento de los primeros colonos inuit de 1952 y 1955 en Grise Fiord

Después de casi cinco décadas, el 18 de agosto de 2010 se dio una disculpa oficial del gobierno a las familias reubicadas por el trato inhumano y el sufrimiento causado por la reubicación. John Duncan (Ministro de Asuntos Indígenas y Desarrollo del Norte) declaró: "El Gobierno de Canadá lamenta profundamente los errores y las promesas incumplidas de este oscuro capítulo de nuestra historia y se disculpa por la reubicación del Alto Ártico. Nos gustaría rendir homenaje a los reubicados por su perseverancia y coraje ... La reubicación de familias inuit en el Alto Ártico es un capítulo trágico en la historia de Canadá que no debemos olvidar, pero que debemos reconocer, aprender y enseñar a nuestros hijos. Reconocer que nuestra historia compartida permite nosotros para avanzar en asociación y en un espíritu de reconciliación."
Dos generaciones después, el término El Reubicado sigue siendo emotivo.

## En los medios de comunicación
Carvers Looty Pijamini (de Grise Fiord) y la fallecida Simeonie Amagoalik (de Resolute) fueron comisionados por Nunavut Tunngavik Incorporated para construir un monumento para conmemorar a los inuit que sacrificaron tanto como resultado de la reubicación del gobierno de 1953 y 1955. El monumento de Pijamini, ubicado en Grise Fiord, representa a una mujer con un niño y un husky, con la mujer mirando sombríamente hacia Resolute Bay. El monumento de Amagoalik, ubicado en Resolute, muestra a un hombre solitario mirando hacia Grise Fiord. Esto estaba destinado a mostrar familias separadas, y representarlas deseando volver a verse. Pijamini dijo que intencionalmente los hizo parecer melancólicos porque la reubicación no fue un evento feliz. El monumento fue presentado en septiembre de 2010 y recibió elogios de la Canadian Broadcasting Corporation.
La reubicación del Alto Ártico es el tema de la película Exilio de Zacharias Kunuk. La película fue producida por Isuma, quien también lanzó Atanarjuat: The Fast Runner, el primer largometraje que se escribió, dirigió y actuó por completo en Inuktitut.
La reubicación del Alto Ártico es el tema de la película Broken Promises - The High Arctic Relocation de Patricia Tassinari (NFB, 1995). La reubicación también es el tema del documental de Marquise Lepage (NFB, 2008), Martha of the North (Martha qui vient du froid). Esta película cuenta la historia de Martha Flaherty, nieta de Robert J. Flaherty, quien fue reubicado a los 5 años, junto con su familia, desde Inukjuak hasta Grise Fiord (Isla Ellesmere). Más tarde, Lepage lanzó la serie web de 2013 Iqqaumavara, que cuenta las historias de varias otras personas afectadas.